# Ledebouria galpinii
Ledebouria galpinii är en sparrisväxtart som först beskrevs av John Gilbert Baker, och fick sitt nu gällande namn av Stephanus Venter och T.J.Edwards. Ledebouria galpinii ingår i släktet Ledebouria och familjen sparrisväxter. Inga underarter finns listade i Catalogue of Life.